# Bông lau tai trắng
Bông lau tai trắng, tên khoa học Pycnonotus aurigaster, là một loài chim trong họ Pycnonotidae.

## Phân loài
Có 9 phân loài được ghi nhận:
- P. a. chrysorrhoides - (Lafresnaye, 1845): Originally described as a separate species. Found in south-eastern China
- P. a. resurrectus - Deignan, 1952: Found in southern China and north-eastern Vietnam
- P. a. dolichurus - Deignan, 1949: Found in central Vietnam
- P. a. latouchei - Deignan, 1949: Found from eastern Myanmar to southern China and northern Indochina
- P. a. klossi - (Gyldenstolpe, 1920): Found in south-eastern Myanmar and northern Thailand
- P. a. schauenseei - Delacour, 1943: Found in south-eastern Myanmar and northern Thailand
- P. a. thais - (Kloss, 1924): Found in central and southern Thailand, central Laos
- P. a. germani - (Oustalet, 1878): Originally described as a separate species in the genus Ixos. Found in south-eastern Thailand and southern Indochina
- P. a. aurigaster - (Vieillot, 1818): Found in Java và Bali

## Hình ảnh

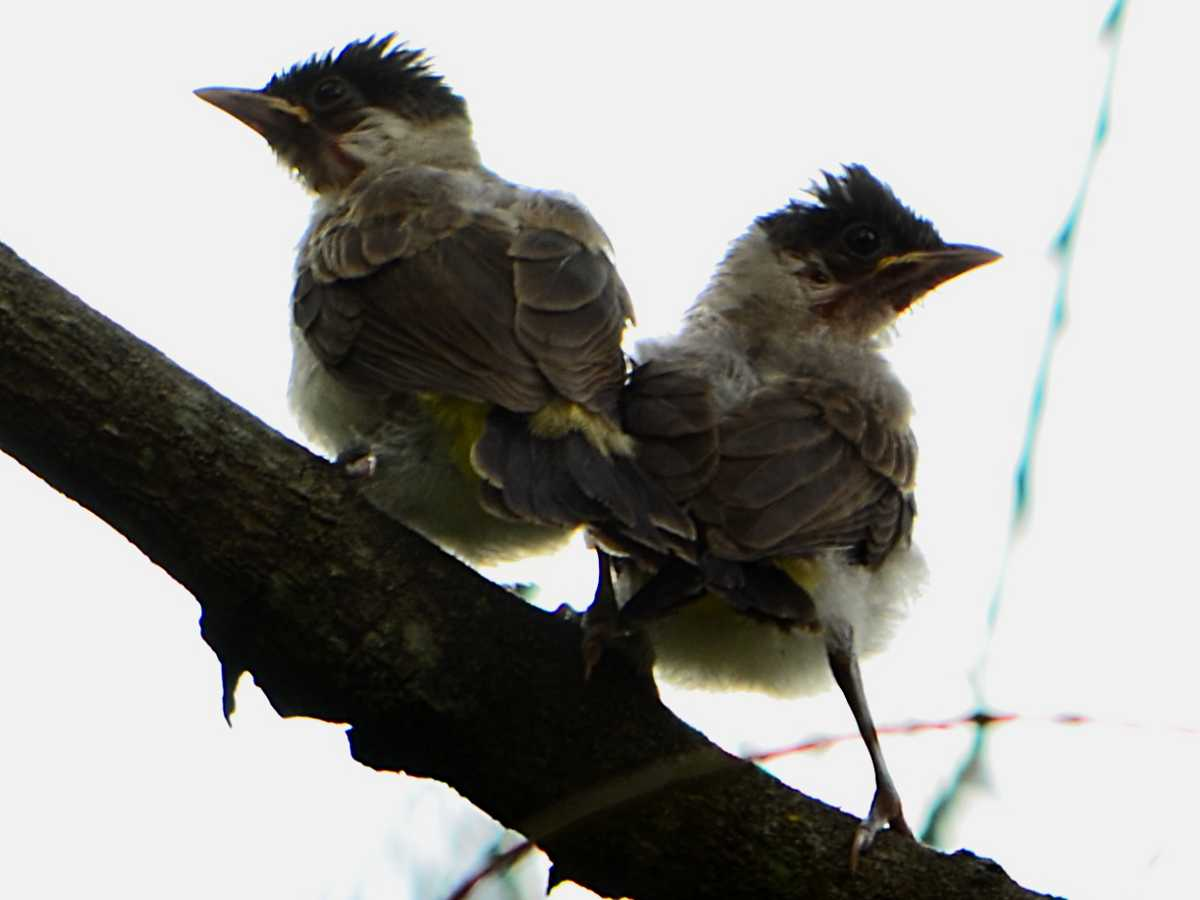
Juvenile of Sooty-headed Bulbul
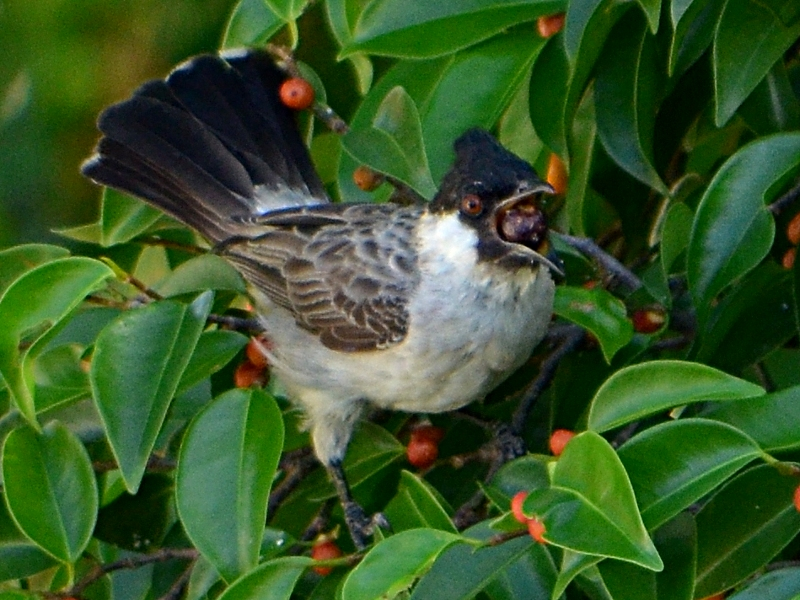
Feeding
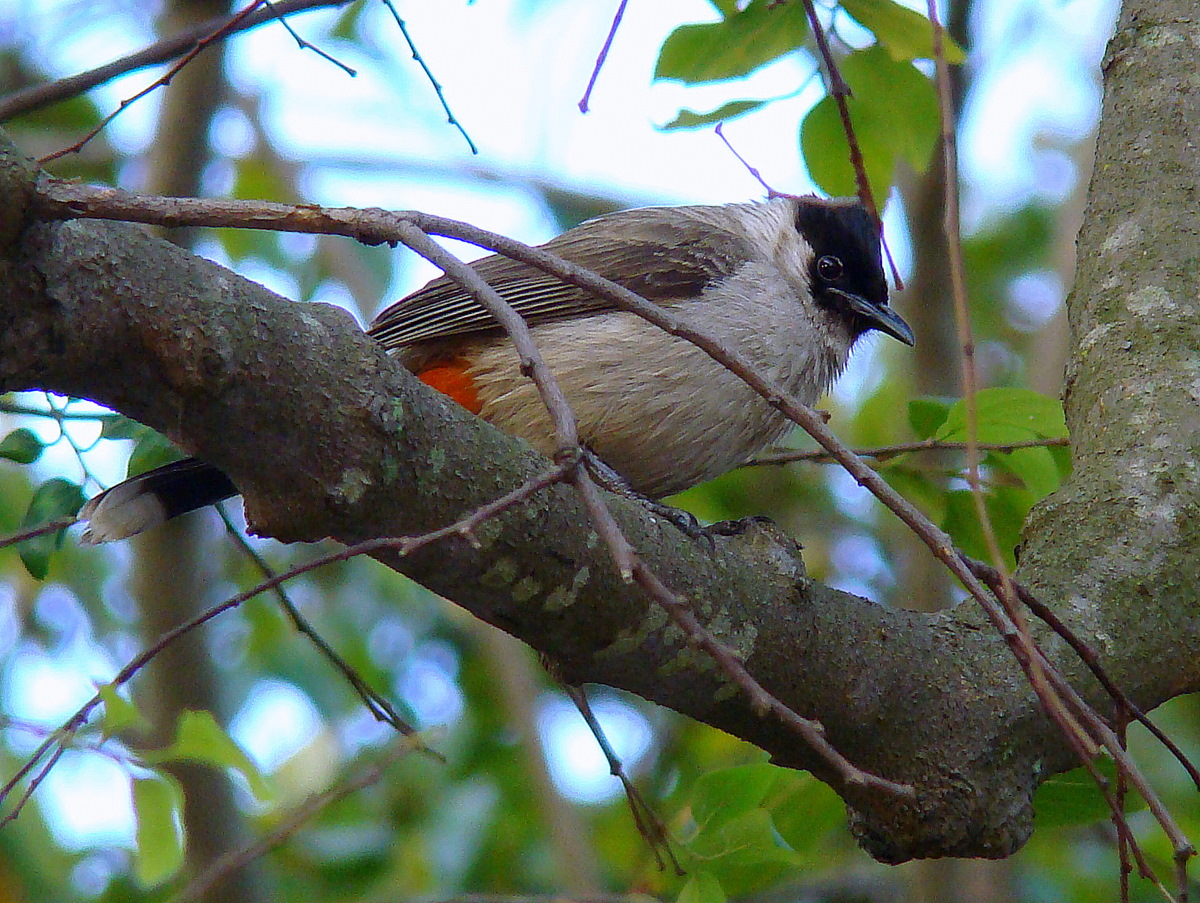
Pycnonotus aurigaster
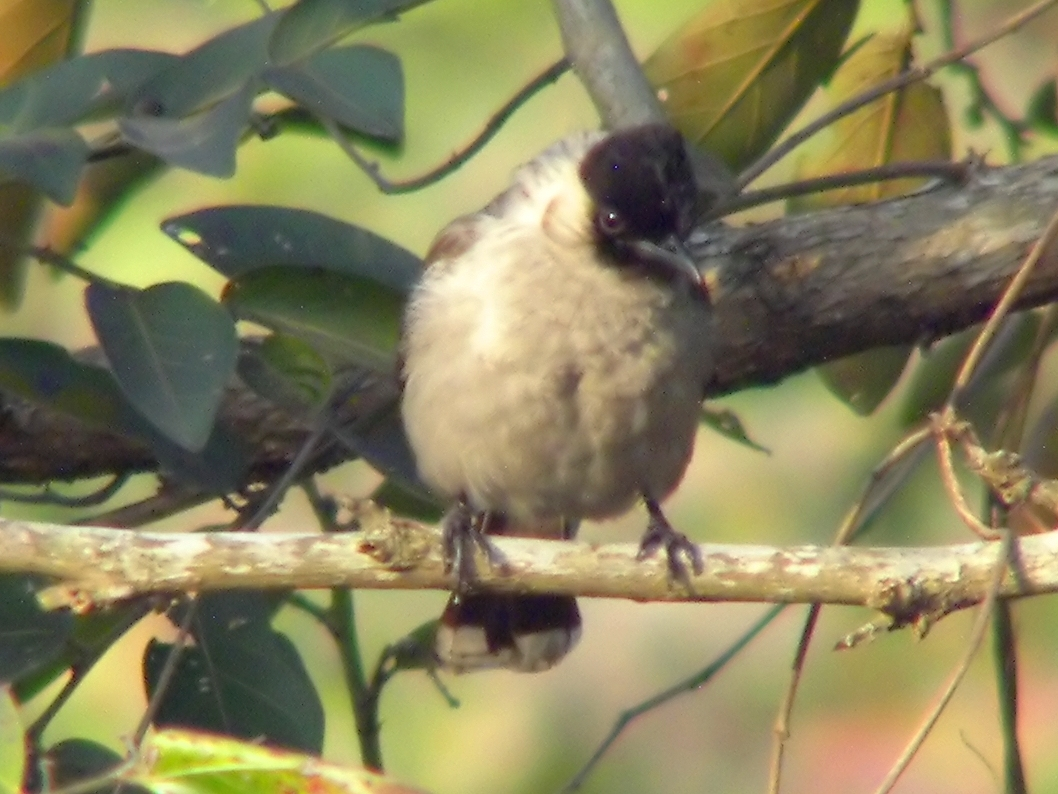
Pycnonotus aurigaster
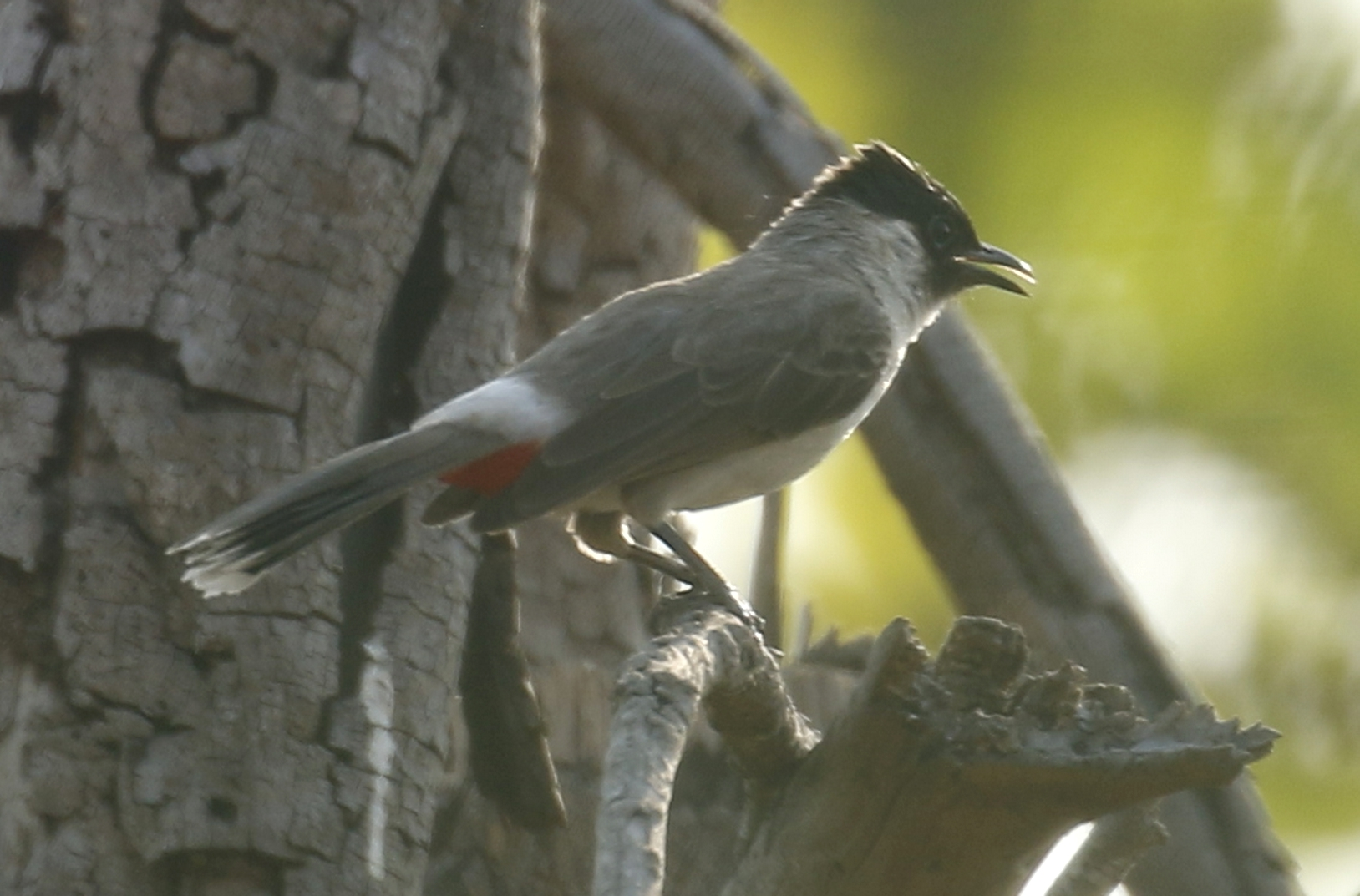
Near Inthanon Highland Resort - Thailand